# Бат (тауншип, Миннесота)
Бат (англ. Bath) — тауншип в округе Фриборн, Миннесота, США. На 2000 год его население составило 479 человек.

## География
По данным Бюро переписи населения США площадь тауншипа составляет 92,8 км², из которых 92,5 км² занимает суша, а 0,3 км² — вода (0,31 %).

## Демография
По данным переписи населения 2000 года здесь находились 479 человек, 180 домохозяйств и 136 семей.  Плотность населения —  5,2 чел./км².  На территории тауншипа расположено 186 построек со средней плотностью 2,0 построек на один квадратный километр. Расовый состав населения: 97,91 % белых, 0,63 % афроамериканцев, 0,21 % коренных американцев, 0,21 % азиатов, 0,21 % — других рас США и 0,84 % приходится на две или более других рас. Испанцы или латиноамериканцы любой расы составляли 2,09 % от популяции тауншипа.
Из 180 домохозяйств в 37,8 % воспитывались дети до 18 лет, в 67,8 % проживали супружеские пары, в 3,3 % проживали незамужние женщины и в 23,9 % домохозяйств проживали несемейные люди. 21,1 % домохозяйств состояли из одного человека, при том 9,4 % из — одиноких пожилых людей старше 65 лет. Средний размер домохозяйства — 2,66, а семьи — 3,09 человека.
29,2 % населения — младше 18 лет, 5,4 % — в возрасте от 18 до 24 лет, 25,9 % — от 25 до 44, 26,9 % — от 45 до 64, и 12,5 % — старше 65 лет. Средний возраст — 40 лет. На каждые 100 женщин приходилось 111,9 мужчин.  На каждые 100 женщин старше 18 приходилось 115,9 мужчин.
Средний годовой доход домохозяйства составлял 34 773 доллара, а средний годовой доход семьи —  42 778 долларов. Средний доход мужчин —  30 000  долларов, в то время как у женщин — 24 038. Доход на душу населения составил 16 835 долларов. За чертой бедности находились 2,2 % семей и 3,5 % всего населения тауншипа, из которых 2,3 % младше 18 лет.